# رونان فيين
رونان فيين (بالإنجليزية: Ronan Finn)‏ (21 ديسمبر 1987 بدبلن في جمهورية أيرلندا - ) هو لاعب كرة قدم أيرلندي في مركز الوسط. شارك مع منتخب جمهورية أيرلندا تحت 21 سنة لكرة القدم. أما مع النوادي، فقد لعب مع نادي دوندالك ونادي شامروك روفرز ونادي كلية جامعة دبلن وSporting Fingal F.C. ‏.

## وصلات خارجية
- رونان فيين على موقع الاتحاد الأوربي (الإنجليزية)
- رونان فيين على موقع قاعدة بيانات كرة القدم.إي يو (الإنجليزية)
- رونان فيين على موقع Soccerbase.com (لاعب) (الإنجليزية)
- رونان فيين على موقع Soccerway.com (الإنجليزية)
- رونان فيين على موقع عالم كرة القدم.نت (الإنجليزية)
- رونان فيين على موقع AS.com (الإسبانية)